# Love Wins
«Love Wins» —en español: «El amor gana»— es una canción coescrita y grabada por la cantante estadounidense Carrie Underwood. La canción fue escrita por Carrie con Brett James y David Garcia. Fue lanzado el 31 de agosto de 2018, como el segundo sencillo de su sexto álbum de estudio, Cry Pretty.

## Video musical
El lyric video de la canción se cargó en el canal de YouTube de Carrie el 31 de agosto de 2018. El video oficial se estrenó en Apple Music el 10 de septiembre de 2018 y se lanzó a YouTube al día siguiente. Fue dirigido por Shane Drake, con quien Carrie había trabajado anteriormente en su video para «Dirty Laundry». Billboard escribe «el video comienza con un grupo de personas que parecen desesperadas caminando por una carretera en un ambiente post apocalíptico como Carrie, con un vestido naranja parecido a una diosa, emocionalmente se apoya en las letras sentimentales de la pista. Carrie se ve radiante en su vestido de seda A medida que se acerca al momento político crítico del país: toca temas de inmigración y violencia, mientras ofrece consejos optimistas. Mientras la multitud continúa su viaje, encuentran consuelo entre ellos y llegan a una especie de tierra prometedora mientras Carrie canta el coro. El video cambia de perspectiva a medida que el grupo de personas, ahora una comunidad, se regocija en su nueva tierra mientras que Carrie, que ahora lleva un vestido de mariposa blanco de manga larga y una cara llena de maquillaje colorido, canta alegremente a la multitud. los tambores que aplauden sonoros siguen su poderosa voz, la fiesta se convierte en una celebración vibrante con polvo de colores que se lanza en todas partes, todo gracias al poder del amor y la unidad».

## Presentaciones en vivo
El 13 de septiembre de 2018, Carrie realizó el sencillo en vivo como invitado musical en The Tonight Show Starring Jimmy Fallon en Central Park. Ella presentaron de nuevo la canción en The Ellen DeGeneres Show el 19 de septiembre de 2018. El 14 de noviembre de 2018, Carrie una vez más presentaron la canción en la 52.ª edición de los premios de la Country Music Association Awards.

## Posicionamiento en listas

### Listas semanales
| Listas (2018)                                             | Mejor posición |
| --------------------------------------------------------- | -------------- |
| Canada Country (Billboard)                                | 44             |
| Escocia (Scottish Singles Sales Chart)                    | 90             |
| Estados Unidos Bubbling Under Hot 100 Singles (Billboard) | 10             |
| Estados Unidos Country Airplay (Billboard)                | 21             |
| Estados Unidos (Hot Country Songs)                        | 25             |

### Posición fin de año
| Listas (2018)                    | Posición |
| -------------------------------- | -------- |
| US Hot Country Songs (Billboard) | 98       |